# 拉森冰原島峰
82°45′S 48°0′W / 82.750°S 48.000°W
拉森冰原島峰（英語：Larson Nunataks）是南極洲的冰原島峰，位於伊利沙伯女皇地，處於馬爾維爾山東南面3公里，屬於彭薩科拉山脈的一部分，美國地質調查局根據測量和該國海軍的空中照片繪入地圖，現時由南極條約體系管理。